# Koiduvälja
Koordinaten: 58° 29′ N, 22° 37′ O
Koiduvälja ist ein Dorf (estnisch küla) auf der größten estnischen Insel Saaremaa. Es gehört zur Landgemeinde Saaremaa (bis 2017: Landgemeinde Leisi) im Kreis Saare.

## Einwohnerschaft
Das Dorf hat zwölf Einwohner (Stand 31. Dezember 2011).